# Ker- (Bretagne)
Pour les articles homonymes, voir Ker.
Cet article concerne la toponymie bretonne. Pour la racine pré-indo-européenne, voir Kʰar.
Ker est un appellatif toponymique breton utilisé le plus souvent comme premier élément d'un toponyme. Il désigne un lieu habité, un domaine, un hameau.
Il est également courant dans les patronymes bretons.
Cet élément est très répandu dans la toponymie bretonne et existe sous deux formes phonétiques différentes :  Ker- à l'ouest et Car- à l'est et au sud de la Bretagne. 
Ker peut être abrégé par un « K barré », un K comportant une petite barre placée perpendiculairement à la base de la dernière jambe finale du K : Ꝃ. Comme ce K barré n’est pas toujours disponible, il est retranscrit en « K/ » ou en « K' ».

## Étymologie et signification
Cet élément de toponyme remonte au vieux breton caer « endroit fortifié, citadelle, forteresse », semblable au gallois caer de même sens,,. Ils sont tous deux issus du brittonique *kagr- « endroit clos », sur la base d'un thème celtique commun *kagh « contenir, fermer »,. L'ancien breton cai « rempart », breton moderne kae « haie » reposent sur la même racine, ainsi que les mots français quai et chai, du gaulois caio(n), d'un plus ancien *kagion.
Après avoir d’abord désigné un lieu défensif, comme c’est toujours le cas en gallois (cf. Car- dans Cardiff, de l'ancien gallois caer), le terme prend le sens d'exploitation rurale et d’endroit habité à partir du Xe siècle, alors que fleurissent partout les noms en Kêr-.
En breton moderne, le substantif kêr a plusieurs significations : « ville, village, villa » (anciennement « habitat fortifié », et « cité »), parfois « (le) chez soi, intérieur (ou home). » Par contre, la maison en tant que bâtisse se dit ti en breton.
En Haute-Bretagne, ce préfixe peut aussi être noté sous les formes Quer-, Guer- ou Car-. Parmi les formes anciennes et les variantes, on trouve : Kaer, Caer, Car est une forme contractée de Caer (en Bretagne de parler roman), homophone de kar ou kaer qui signifie aussi « beau » en breton. Il existe 18 250 noms de lieux formés à partir de cet appellatif toponymique préfixé en Bretagne.